# Canthyporus cooperae
Canthyporus cooperae är en skalbaggsart som beskrevs av Guignot 1951. Canthyporus cooperae ingår i släktet Canthyporus och familjen dykare. Inga underarter finns listade i Catalogue of Life.